# Triclema nigeriae
Triclema nigeriae är en fjärilsart som beskrevs av Aurivillius 1905. Triclema nigeriae ingår i släktet Triclema och familjen juvelvingar. Inga underarter finns listade i Catalogue of Life.